# Desmoscolex pusillus
Desmoscolex pusillus är en rundmaskart som beskrevs av Lorenzen 1969. Desmoscolex pusillus ingår i släktet Desmoscolex och familjen Desmoscolecidae. Inga underarter finns listade i Catalogue of Life.